# Abbeydorney
Abbeydorney (in gaelico irlandese Mainistir Ó dTorna, che significa "Monastero del clan di Torna") è un villaggio della contea di Kerry, Irlanda. Situato 9 km a nord di Tralee, Abbydorney vanta una popolazione di poco più di mille unità.

## Storia

### Abbazia
Il nome del villaggio deriva dalla abbazia dell'ordine cistercense costruita nel 1154 a nord del villaggio. L'abbazia è spesso chiamata Kyrie Eleison (che in greco significa Dio, abbi pietà). Fu chiusa nel 1537.

### Villaggio
Il villaggio che si sviluppò attorno all'abbazia era di natura agricola e anche le istituzioni che si formarono riflettono questa caratteristica. Nel 1885 fu fondato il club Abbeydorney GAA e nel 1895 venne istituita una cooperativa agricola. Nel 1920, durante la guerra d'indipendenza irlandese la cremeria e una serie di case del paese furono rase al suolo in una rappresaglia della Royal Irish Constabulary e dei Black and Tans.

## Infrastrutture e trasporti
La stazione di Abbeydorney fu aperta il 20 dicembre 1880 sulla linea da Tralee a Limerick attraverso Listowel. Il servizio passeggeri sulla linea fu soppresso il 4 febbraio 1963, mentre le merci continuarono a passare fino al 1977. La stazione fu chiusa definitivamente il 6 febbraio 1978.

## Sport
La cittadina vanta una buona tradizione a livello GAA, visto che la squadra locale di hurling ha vinto il campionato della contea per quattro volte, l'ultima nel 1974. La squadra giovanile ha vinto il torneo in anni più recenti: 1999 e 2008.